# Шосе 11 (Альберта)
Шосе провінції Альберта № 11, яке зазвичай називають шосе 11, офіційна назва шосе Девіда Томпсона — це провінційне шосе в центральній Альберті, Канада. Довжина 318 км від шосе 93 на перетині річки Саскачеван біля гори Сарбах у національному парку Банф на схід до шосе 12 поблизу Невіса. Проходить повз Нордегг і через Рокі-Маутін-Хаус, Силвен-Лейк і Ред-Дір уздовж свого курсу. Шосе названо на честь Девіда Томпсона, британсько-канадського торговця хутром, геодезиста та картографа, який досліджував територію між Rocky Mountain House і Kootenae House (біля сучасного Інверміра, Британська Колумбія) через перевал Хоуз.

## Опис маршруту

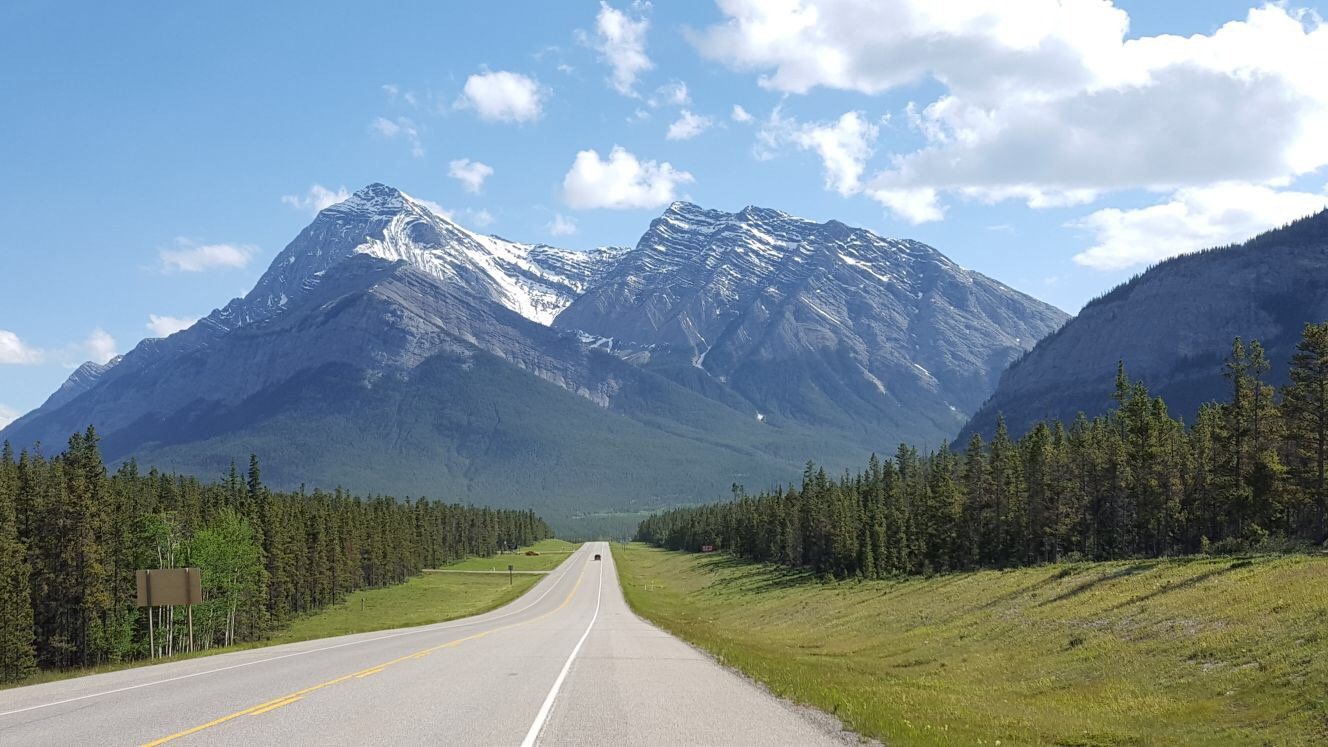
Шосе 11 у напрямку Банфа в серпні 2017 року

Більшість шосе 11 підтримується Альберта Transportation. Сегмент у межах національного парку Банф підтримується урядом Канади, а в межах Ред-Дір місто має юрисдикцію та несе відповідальність за обслуговування. Починається на Icefields Parkway (шосе 93) і подорожується на схід протягом 6 км через національний парк Банф, де для руху через національні парки необхідне придбання перепустки.
За межами національного парку Банф шосе йде паралельно річці Північний Саскачеван і перетинає малонаселений лісовий заповідник Скелястих гір. Він проходить повз західний берег озера Абрахам і Нордегг. Шосе продовжується на схід до Rocky Mountain House, де воно збігається з шосе<span typeof="mw:Entity" id="mwPw">&nbsp;</span>22. Продовжуючи рух на схід, шосе проходить повз Альгамбру, Кондор, Еквілл і Бенальто, а потім оминає озеро Сільван і в'їжджає в місто Ред-Дір. Шосе — це чотирисмугове шосе, розділене між шосе 20 і Ред Дір, і перетинає дамбу та міст через озеро Сігнет.